# Jaume Almirall i Sardà
Jaume Almirall i Sardà   (Sant Sadurní d'Anoia, 1959) és un hel·lenista i neohel·lenista català, professor i doctor en filologia clàssica per la Universitat de Barcelona.
És membre i, actualment, vicepresident de la Societat Catalana d'Estudis Clàssics, de l'Institut d'Estudis Catalans. Com a col·laborador de la Fundació Bernat Metge, ha traduït, per a la seva col·lecció de clàssics grecs i llatins, obres d'Arat de Solos (Fenòmens), Antoní Liberal (Recull de metamorfosis) i Eurípides (Medea i Els fills d'Hèracles), tenint previst publicar-hi dues tragèdies més d'aquest darrer autor. Així mateix, en la seva faceta d'hel·lenista, a part de les seves aportacions a congressos i revistes especialitzades ha versionat Història de Lluci, l'home que es va convertir en ruc, de Llucià de Samòsata i ha estat redactor del Diccionari Grec-Català (2015), coeditat per Enciclopèdia Catalana i la Fundació Cambó.
En el camp del grec modern és membre fundador i actualment president de l'Associació Catalana de Neohel·lenistes. Ha revisat la traducció de la novel·la de Nikos Kazantzakis Alexis Zorbàs, de Jaume Berenguer i Amenós, per a la seva nova edició (1995), i és el traductor del relat «Qui fou l'assassí del meu germà?», de Geòrgios Viziïnós, dins el volum Contes (2006). Ha publicat una selecció de poemes de Nikos Kavadias a la revista Reduccions (2008) i ha participat en una altra breu antologia de Kavadias, el 2010 (en col·laboració amb Joan-Carles Blanco Pérez, Jesús Cabezas Tanco, Joan F. Calabuig Calvo i Rubén Montañés Gómez), fruit d'un cicle monogràfic dedicat a aquest autor per l'Associació Catalana de Neohel·lenistes. De Kavadias n'ha fet també la traducció dels seus relats: Li i altres relats (2013). Darrerament (2021), n'ha completat la traducció de l'obra poètica sencera i de la novel·la Guàrdia.